# Aspidonitys blanda
Aspidonitys blanda är en insektsart som beskrevs av Karsch 1899. Aspidonitys blanda ingår i släktet Aspidonitys och familjen Eurybrachidae. Inga underarter finns listade i Catalogue of Life.